# Championnat d'Europe de polo 1995
Navigation
Édition précédente Édition suivante
Le championnat d'Europe de polo 1995, deuxième édition du championnat d'Europe de polo, a lieu en 1995 à Anvers, en Belgique. Il est remporté par l'Angleterre.